# Questions indiscrètes

Questions indiscrètes est une phonoscène réalisée par Alice Guy en 1905.

## Synopsis
Enregistrement d'un succès de Félix Mayol : Questions indiscrètes, chanson comique, paroles d'Alexandre Trébitsch et Georges de Nola, musique de Gaston Maquis (ed. À La chanson moderne, date ?).

## Fiche technique
- Titre : Questions indiscrètes
- Réalisation : Alice Guy
- Société de production : Société L. Gaumont et compagnie
- Pays d'origine :  France
- Genre : Film musical
- Durée : 3 minutes
- Dates de sortie : 1905
- Licence : Domaine public

## Distribution
- Félix Mayol

## Analyse
Il s'agit d'une des treize phonoscènes enregistrées par Félix Mayol pour le Chronophone Gaumont.

Félix Mayol entre en scène, chante et quitte la scène en saluant le public, exactement comme s'il était au Café-concert. 

## Tournage
Le film est coloré à la main à l'aide de pochoirs.
Félix Mayol chante devant un rideau de scène drapé à l'antique et orné de muguet, fleur fétiche du chanteur.